# Tietotalo
La Tietotalo,  anciennement maison de la police (finnois : poliisitalo), est un bâtiment situé à Jyväskylä en Finlande.

## Description
Le bâtiment conçu par Alvar Aalto est actuellement un centre culturel et de tourisme.